# Фералітизація
Фералітизація (англ. ferrallitization, нім. Ferrallitisation f, Ferrallitisierung f) – процес глибокого вивітрювання гірських порід в умовах вологого тропічного й субтропічного клімату, що супроводжується винесенням лужних і лужноземельних елементів та кремнезему. У результаті фералітизації майже всі алюмосилікати й силікати руйнуються і утворюють ґрунти й кори вивітрювання, які складаються з оксидів заліза (гетит, лімоніт), алюмінію (гібсит, беміт), глинистих мінералів групи каолініту, а також кварцу, рутилу та інших особливо стійких первинних мінералів. 